# Walsturz

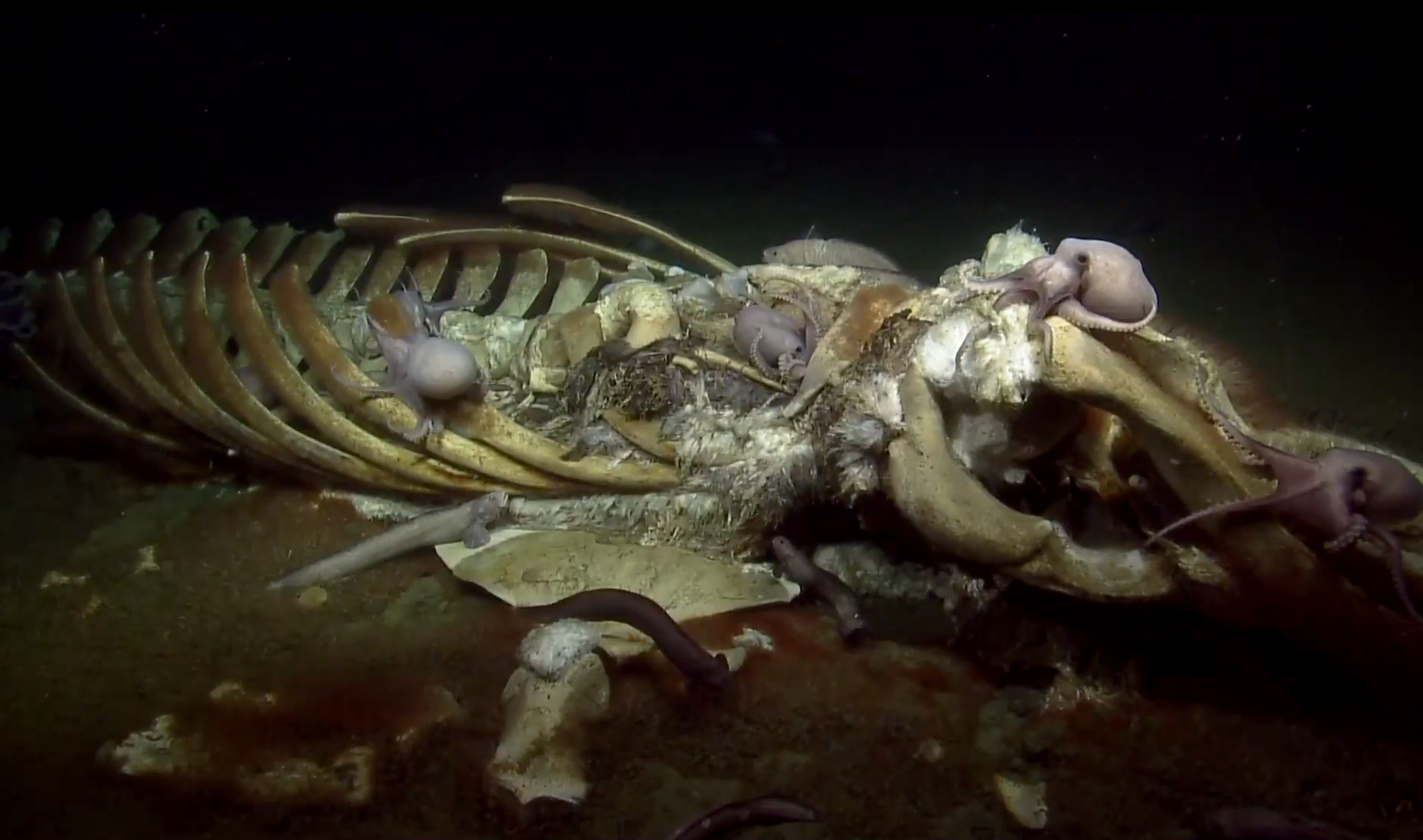
Oktopoden sind besonders in der ersten Phase anwesend und fressen an Walstürzen gern Weichteile und Blubber (Aufnahme: NOAA)

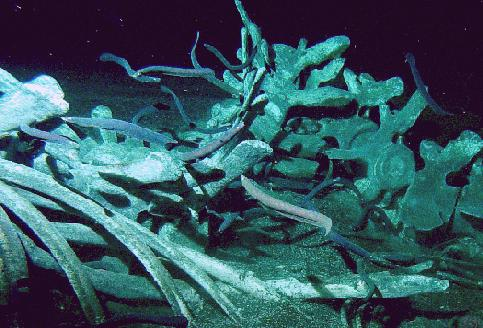
Der skelettierte Walsturz eines Grauwales mit Schleimaalen und Osedax

Ein Walsturz oder Walfall (englisch Whale fall) ist die Bezeichnung für den Kadaver eines Wals, der in über 1000 Metern auf dem Meeresgrund der Tiefsee liegt, wo er langsam zersetzt wird. Während dieser Abbauprozesse bildet ein Walsturz ein eigenes Ökosystem in der Tiefsee, das von einer Vielzahl von teilweise hoch spezialisierten Arten besiedelt wird.
Im deutschsprachigen Raum nutzen Medien die Begriffe Walsturz oder Walfall, während Walkadaver in erster Linie für tote, an der Küste gestrandete verwendet wird. Diese gestrandeten Wale werden mittlerweile – z. B. in Australien – ins tiefe Wasser gezogen, um dort zu verwesen.
In den nährstoffarmen Gewässern der Tiefsee bietet jeder Walfall, mit einem Ausgangsgewicht von 30 bis 160 Tonnen, einen gebündelten Reichtum an Nährstoffen und dient als Nahrungsangebot für zahlreiche Lebensformen. Dabei profitieren Kleinstlebewesen in einem Umkreis von bis zu 10 Metern von dem erhöht vorhandenen Kohlenstoff. Dass die Gesamtpopulation an Großwalen durch Walfang vom Menschen zwischen 1800 und 1980 um 90 bis 95 Prozent reduziert wurde, ist eine der Bedrohungen des ökologischen Gleichgewichts im Meer.
Neben den Kadavern der Wale ist auch der Walkot ein wichtiger Teil der Nahrungskette. Durch den Rückgang der Walpopulation ging die Artenvielfalt der Spezies, die sie besiedeln, ebenfalls zurück. Durch die Anpassung an diesen speziellen Lebensraum, durch adaptive Radiation, haben sich einige hochspezialisierte Tiere und Mikroorganismen entwickelt, die bisher ausschließlich auf Walstürzen nachgewiesen wurden.
Der Abbau eines Walfalls verläuft in mehreren aufeinander folgenden Phasen, in denen unterschiedliche Lebewesen das kleine Biotop besiedeln.
Die meeresbiologische Erforschung von Walfällen begann in den 1990er Jahren. Erkenntnisse zur Geschwindigkeit der Zersetzung unter Wasser und zum Zusammenspiel der Größe des Kadavers, der geografischen Lage, der Wassertiefe und des Sauerstoffgehaltes lassen sich in Zukunft möglicherweise auch forensisch nutzen.

## Allgemeines

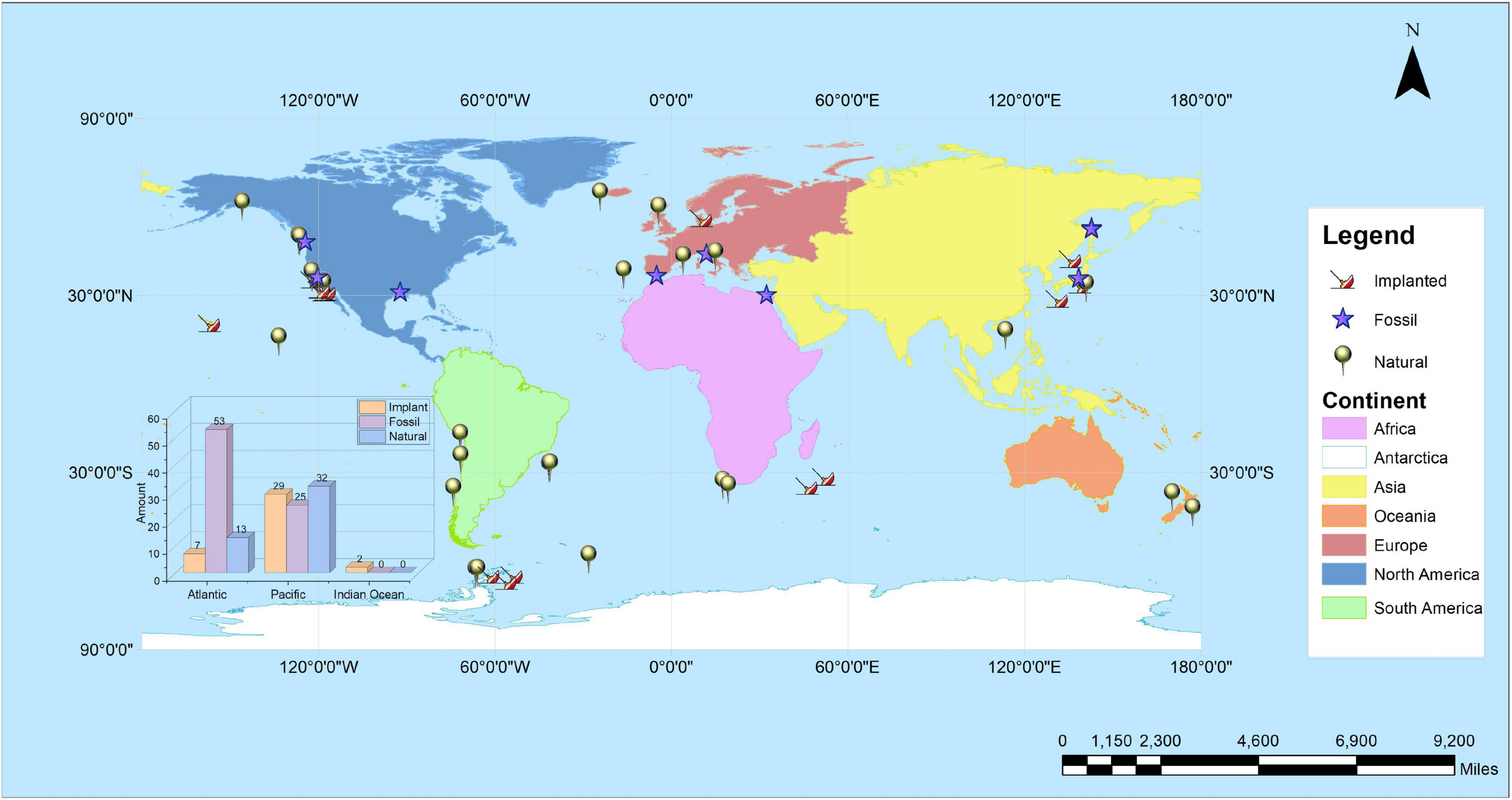
Globale Kartierung bekannter Walstürze

Der Großteil der verendeten Wale sinkt auf den Meeresgrund, jedoch stranden geschätzt bis zu 10 Prozent an den Küsten, wobei es mitunter zu Massenstrandungen kommen kann. Da der Kadaver eines gestrandeten Wals Gase bildet und es so zu einer Walexplosion kommen kann, ist es sowohl aus Sicherheitsgründen als auch aus gesundheitlicher Sicht sinnvoller, gestrandete Walkadaver nicht an der Küste zu belassen, sondern sie wieder ins Meer zu schleppen und sie dort zu versenken.
In der nährstoffarmen Tiefsee verwandelt ein Walsturz das begrenzte Stückchen Meeresboden, wo er liegt, für eine längere Zeit in eine Art Oase, da anderen Organismen hier ein Vielfaches der sonst kargen Nährstoffe zur Verfügung steht. Forscher fanden heraus, dass die direkte Umgebung für 100 bis 200 Jahre von dem außergewöhnlichen Ereignis profitiert, und auch Fischer profitierten für bis zu 100 Jahre von erhöhten Fangraten in der Nähe von Walstürzen.
Ein Quadratmeter Tiefseemeeresboden erhält durch einen Walsturz auf einen Schlag ein Nährstoffangebot, das sonst im Laufe von 2000 Jahren zur Verfügung stünde.
Die vollständige Zersetzung erstreckt sich über einen Zeitraum von Jahren bis Jahrzehnten und wird in drei Phasen unterteilt, in denen organische Stoffe verwertet werden. Diesen schließt sich eine vierte Phase an, in der die mineralischen Reste von Suspensionsfressern bewohnt werden. Wie schnell der Walkadaver am Meeresgrund abgebaut wird, hängt nicht nur von seiner Größe ab, sondern auch von der Tiefe, in der er sich befindet, sowie der Wassertemperatur und der Geschwindigkeit, mit der er besiedelt wird.
Zu den Tieren, die von Tiefsee-U-Booten (wie Alvin (DSV-2)) aus oder mithilfe von ferngesteuerten Unterwasserfahrzeugen an Walstürzen beobachtet wurden, zählen unter anderem Haie, Schleimaale, Hummerartige und Krebse aus der Teilordnung der Mittelkrebse, Borstenwürmer, Garnelen, Riesenasseln, Bartwürmer (insbesondere der Gattung Osedax), Krebse und Seegurken sowie zahlreiche Weichtiere.
Zu den Organismen, die am längsten von einem Walkadaver am Meeresgrund zehren, zählen Einzeller, Bakterien und Mikroben.

## Die Phasen des Zerfalls

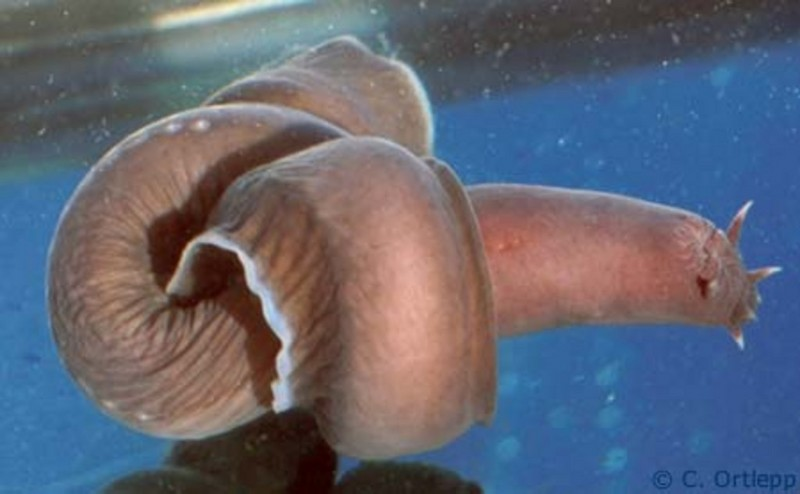
Schleimaale können Knoten bilden, um in der 1. Phase besser Teile aus Kadavern reißen zu können

Der Walsturz durchläuft je nach Aufteilung drei oder vier Zerfallsstadien, in denen das Biotop unterschiedlichen Arten als Nahrungsquelle, Aufenthaltsort und Kinderstube dient. Ähnlich wie die Lebenserwartung eines Wals bei etwa 50 bis 75 Jahren liegt, versorgt auch sein Kadaver die Meeresregion, in der er aufkommt, für etwa 50 bis 75 Jahre mit zusätzlichen Nährstoffen, die unterschiedlichen Tieren Nahrung und/oder eine Möglichkeit bieten, sich anzusiedeln.
Diese geregelte Abfolge verschiedener Stadien, die eine veränderte Zusammensetzung diverser Spezies beinhaltet, ist mit der biologischen Sukzession vergleichbar, deren Ablauf an Land ein Teilbereich der Landschaftsökologie ist.

### Phase eins: Mobile Aasfresser

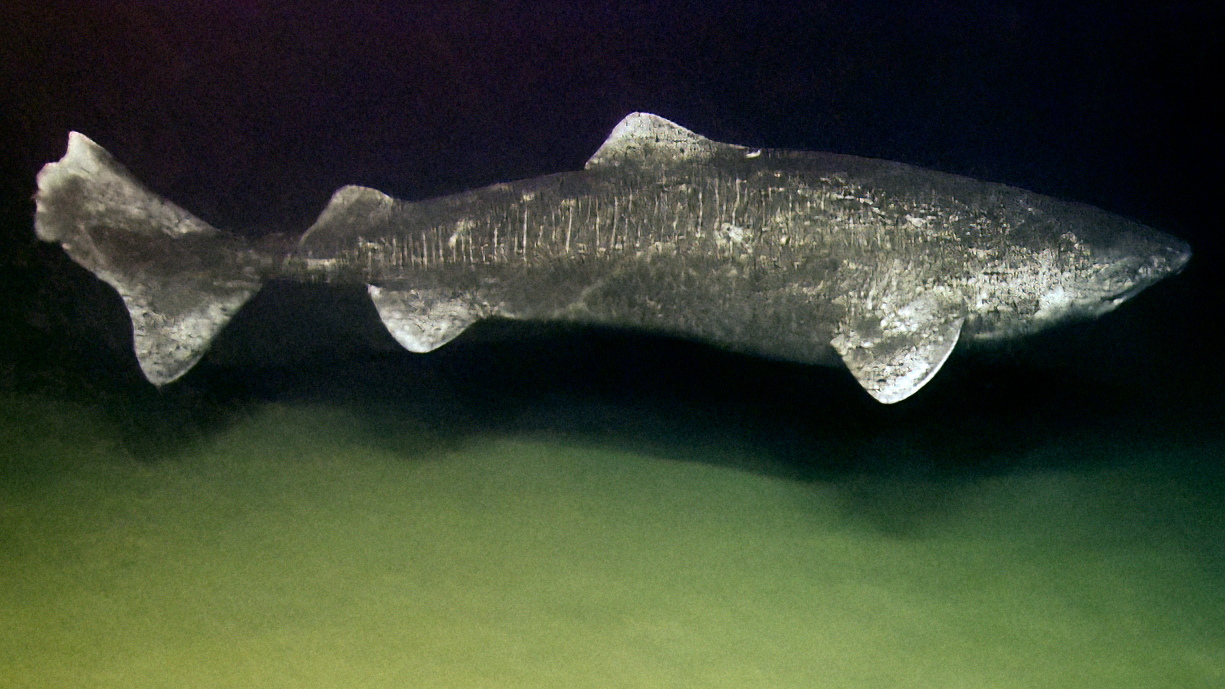
Der Grönlandhai, der zu den ersten Besuchern von Walstürzen zählt, gehört zu den Schlafhaien

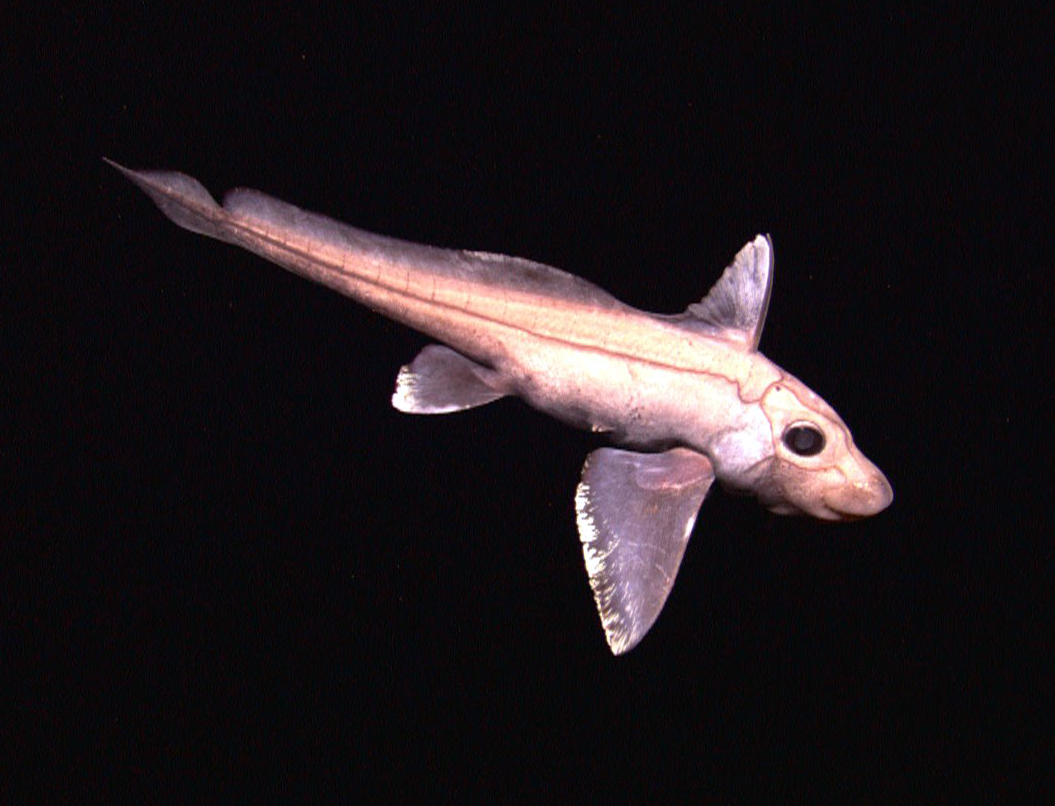
Seekatze der Gattung Chimaera

Der Walkadaver sinkt auf den Grund des Ozeans, nachdem die Gase, die sich in seinem Inneren gebildet haben, entwichen sind. Die Anfangsphase ist durch das Auftreten von Fischen gekennzeichnet, die zunächst das Fleisch und die weicheren Gewebe des Kadavers fressen. Hierzu zählen Schleimaale (wie Eptatretus deani), Seekatzen und unterschiedliche Arten von Haien, wie Schlafhaie. Gemeinsam können sie täglich 40 bis 60 Kilogramm des toten Wales konsumieren. Doch auch kleinere Tiere, wie Flohkrebse, konnten bereits in dieser frühen Phase nachgewiesen werden.
Die erste Phase dauert typischerweise einige Monate (bei Kleinwalen) bis etwa eineinhalb oder maximal zwei Jahre. Nach Ablauf von zwei Jahren ist das Skelett des Wals vollständig freigelegt und weist keine Weichteile mehr auf.

### Phase zwei: Kleine Opportunisten
Im Englischen wird diese Phase auch als „enrichment opportunist stage“ bezeichnet, da sich jeder so viel von der besonderen Nahrung sichern möchte wie möglich und nun die kleineren Tiere in Erscheinung treten. In der zweiten Phase treten die ersten spezialisierten Verwerter auf, beispielsweise Weichtiere, Vielborster, Fadenwürmer und Bartwürmer, aber auch Krebstiere. Sie fressen die Reste der Fettschicht und die Knochen und besiedeln die umliegenden Sedimente, die organisches Material enthalten, das in die direkte Umgebung des Walfalls gelangt ist. Dabei hat jede Spezies ihre Vorlieben. So leben die Tiefseemuscheln Adipicola pelagica aus der Unterfamilie der Tiefsee-Miesmuscheln überwiegend in der Fettschicht verendeter Wale – während Spritzwürmer der Familie Phascolosomatidae insbesondere im Bereich des Schädels angetroffen werden.
Einige der Spezialisten, wie verschiedene Napfschnecken (Patellidae), grasen gezielt die Bakterien ab, die sich auf den Walknochen ansiedeln. Bartwürmer der Gattung Osedax haben dagegen die Fähigkeit, die Knochen selbst zu verwerten, was ihnen bei einem geringeren Lipidgehalt leichter fällt (z. B. bei den Kadavern von Walen, die noch nicht ausgewachsen waren).
Auf einer Reihe von Pottwalstürzen wurden vor der Küste Japans in der Nähe der Sagami-Bucht in dieser Phase auch Ranzenkrebse z. B. der Ordnungen der Flohkrebse und Cumacea nachgewiesen. Über mehrere Jahre konnten auch Schotenmuscheln Solemya, Tiefsee-Miesmuscheln (der Gattungen Adipicola und Chlamys) sowie spezialisierte Arten der Kahnfüßer aus der Ordnung der Dentaliida (Familie der Gadilinidae) auf Walstürzen entdeckt werden.
Der Zeitraum, in dem diese Phase anläuft, ist einige Monate bis höchstens viereinhalb Jahre lang und dauert im Schnitt etwa zwei Jahre.

Beispiele von Tieren, die in Phase Zwei auftreten
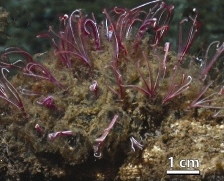
Rote Bartwürmer der Gattung Osedax Osedax frankpressi
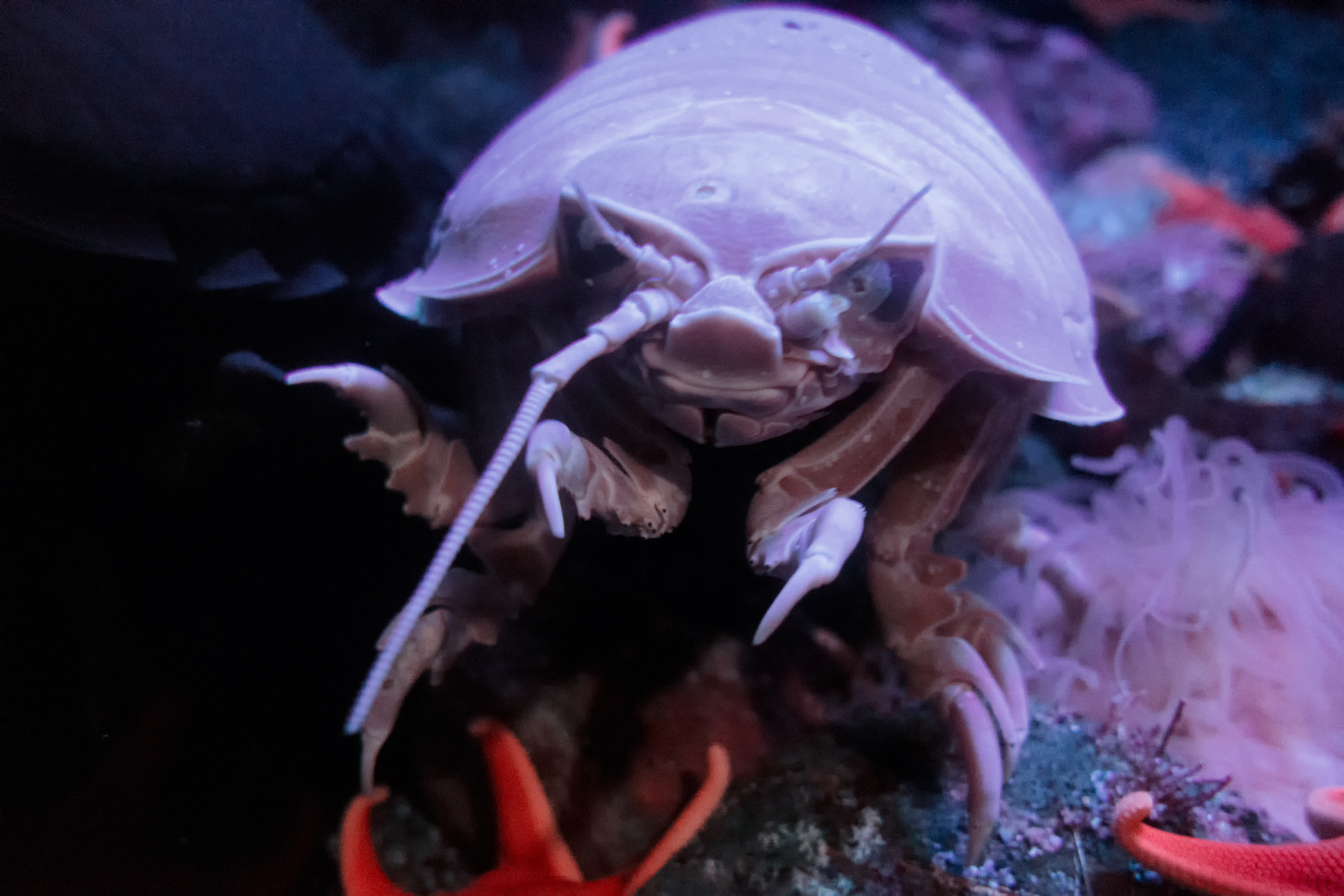
Riesenassel Bathynomus giganteus
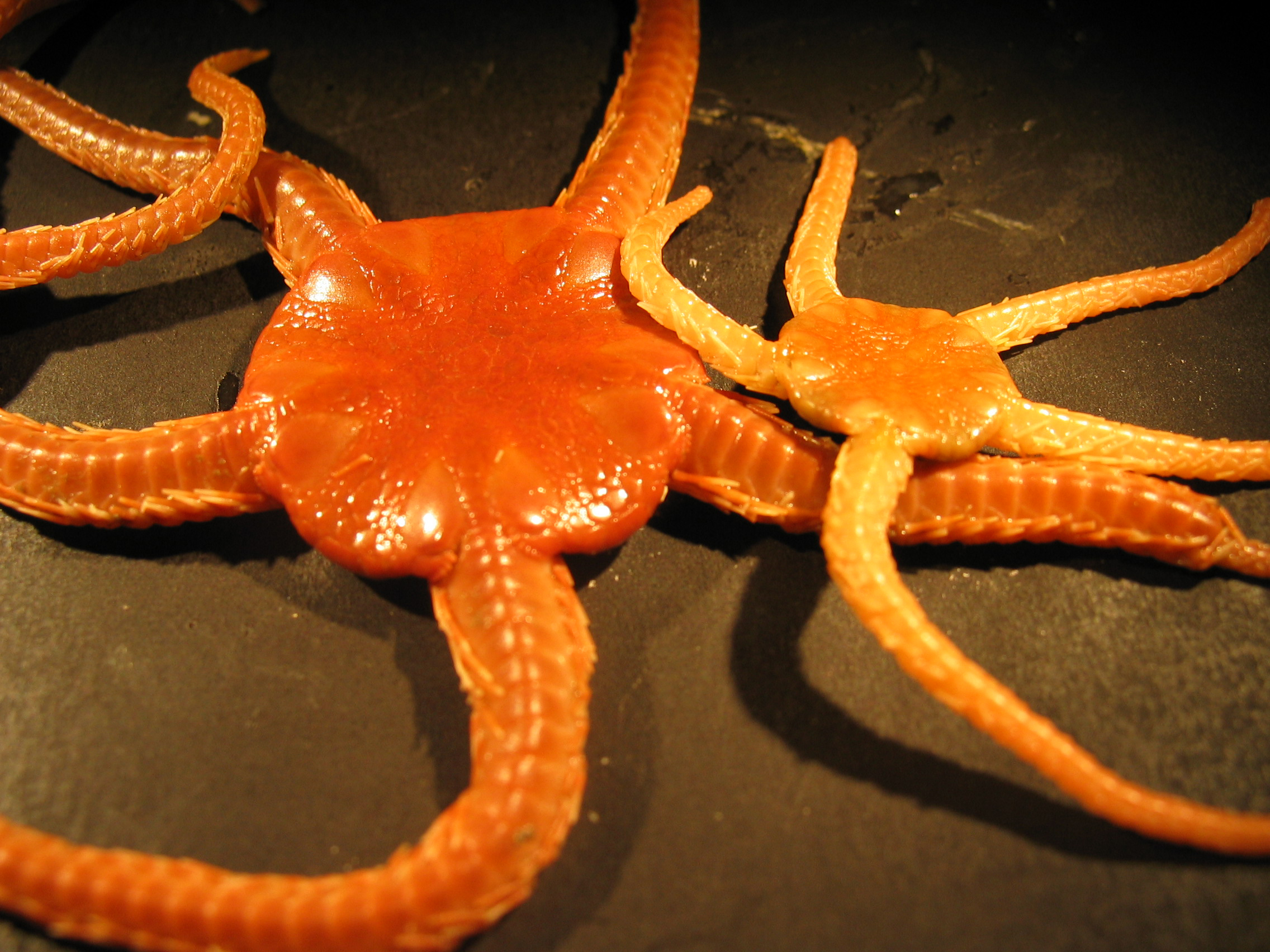
Schlangensterne (Quelle: NOAA)
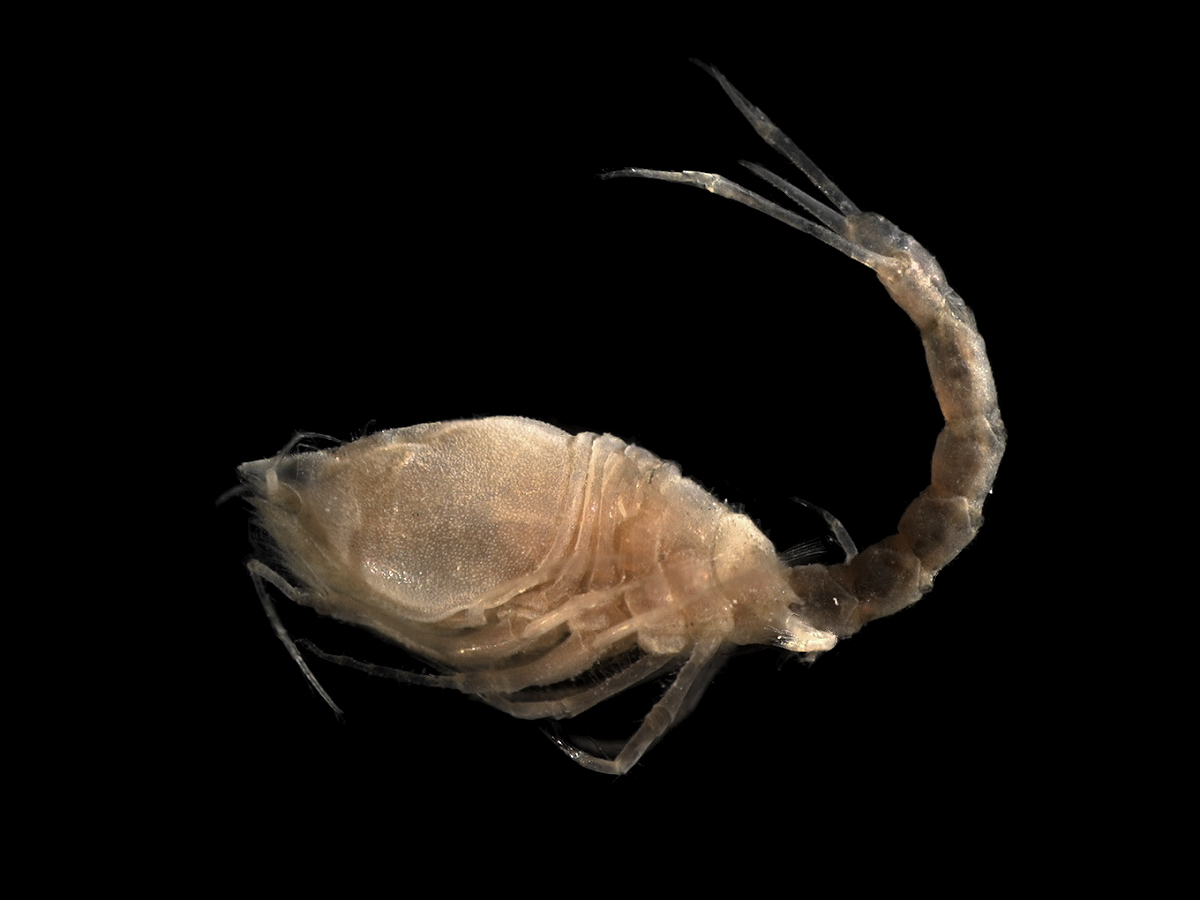
Ranzenkrebs der Gattung Cumacea (Foto: H. Hillewaert)
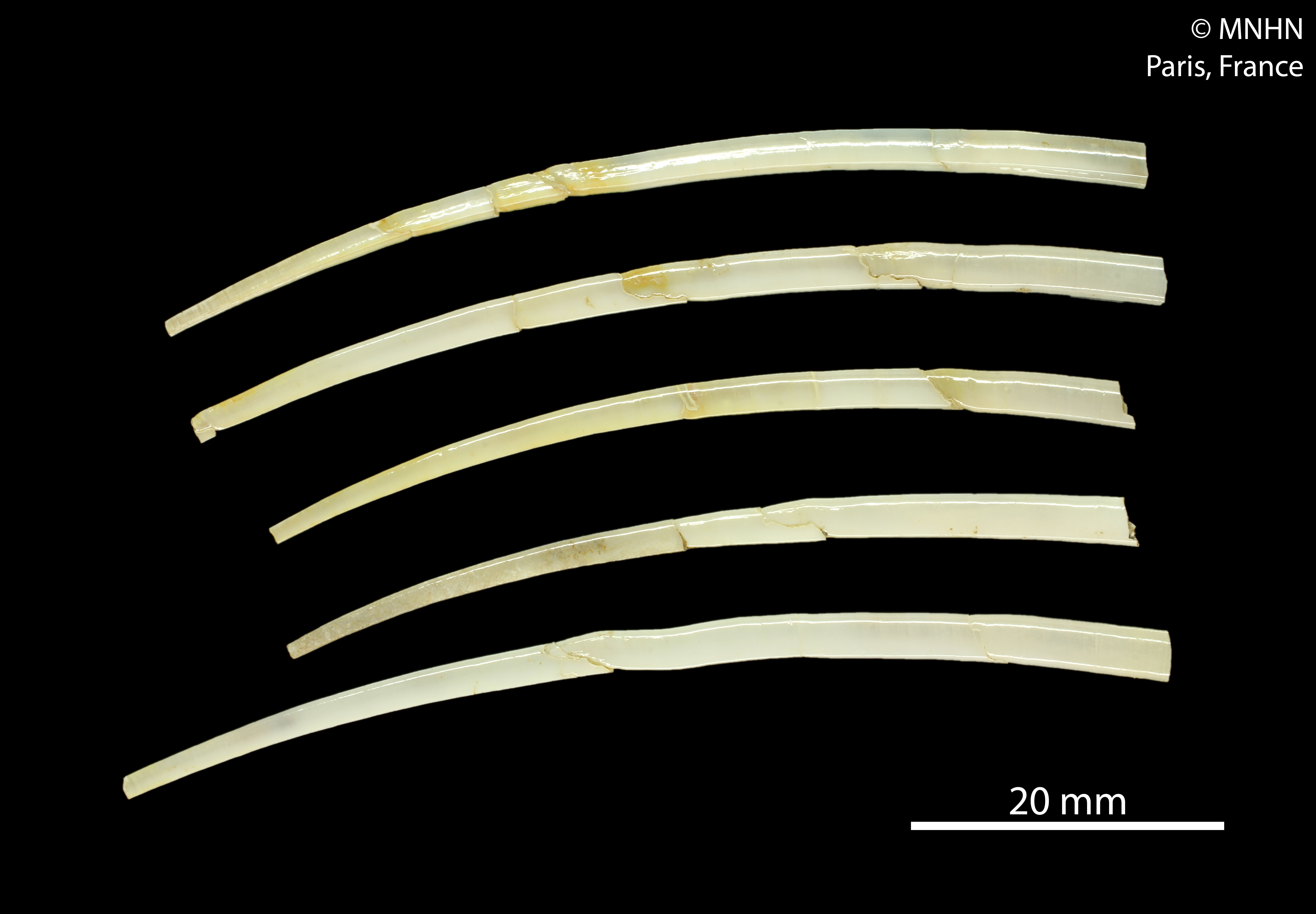
Winzige Kahnfüßer aus der Ordnung der Dentaliida besiedeln ebenfalls gern Walstürze

### Phase drei: Schwefelverwerter und ihre Fressfeinde
Mittels Chemotrophie verwerten spezialisierte, anaerobe Bakterien wie die zu den Gammaproteobacteria zählende Gattung Beggiatoa außerdem die in den Knochen verbliebenen Fette (Lipide). Schwefeloxidierende Bakterien siedeln sich in Matten an und bieten die Nahrungsgrundlage für andere Organismen, zu denen Muscheln, Napfschnecken und Meeresschnecken zählen. Da Walknochen einen Anteil von vier bis sechs Prozent des ursprünglichen Gesamtgewichtes an Lipiden enthalten, kann es zwischen 50 und 100 Jahren dauern, bis sie komplett verwertet worden sind. Auch Archaeen treten auf, das Besondere an ihnen sind ihre sulfatreduzierenden (sulfidogenen) oder methanbildenden Eigenschaften.

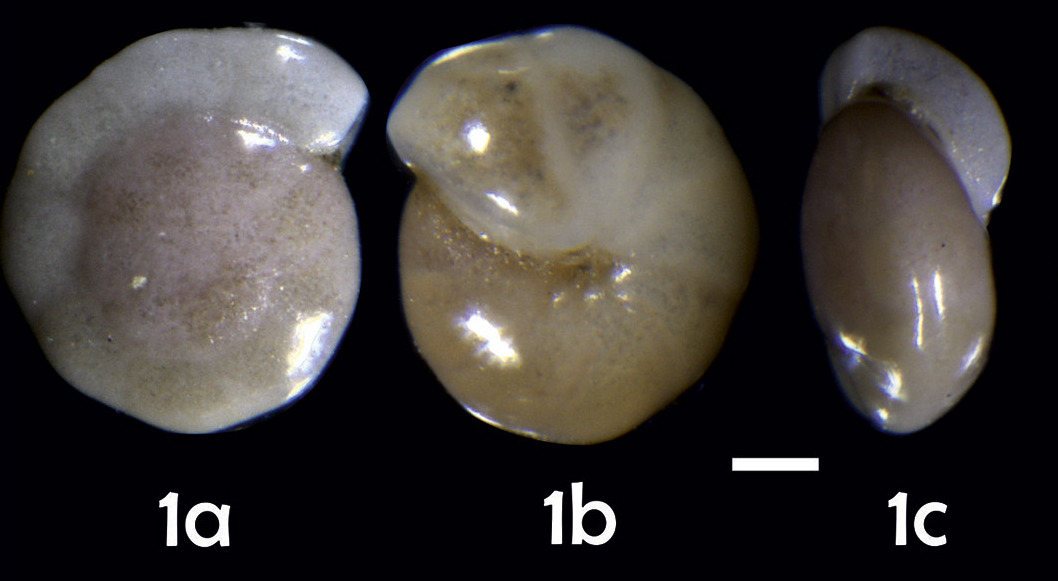
Zu den Profiteuren der dritten Phase zählen unterschiedliche Einzeller der Rotaliida

In dieser Phase konnten auf einem vor Vancouver Island (Kanada) untersuchten Walfall verschiedene Foraminiferen aus der Familie der Rotaliida nachgewiesen werden, darunter die Spezies Uvigerina peregrina, Pseudoparrella pacifica, Bolivina spissa, Bulimina striata und Takayanagia delicata. Die Spezies Cassidulinoides parkeriana war dabei vermehrt in den oberen Schichten der marinen Sedimente zu finden, die sich unterhalb des Walfalls befanden.
Auch kleine Muscheln der Gattung Thyasiridae konnten an einem Fundort im Kosterfjord vermehrt an Walstürzen nachgewiesen werden.

### Phase vier: Riff-Phase
Verbliebene mineralische Knochensegmente bilden Riffe, die als Untergrund für sessile Tiere wie Seeanemonen und Korallen dienen. Diese Phase wurde 2003 postuliert und wird seit 2014 als bestätigt angenommen.

## Ökologische Relevanz und Artenvielfalt

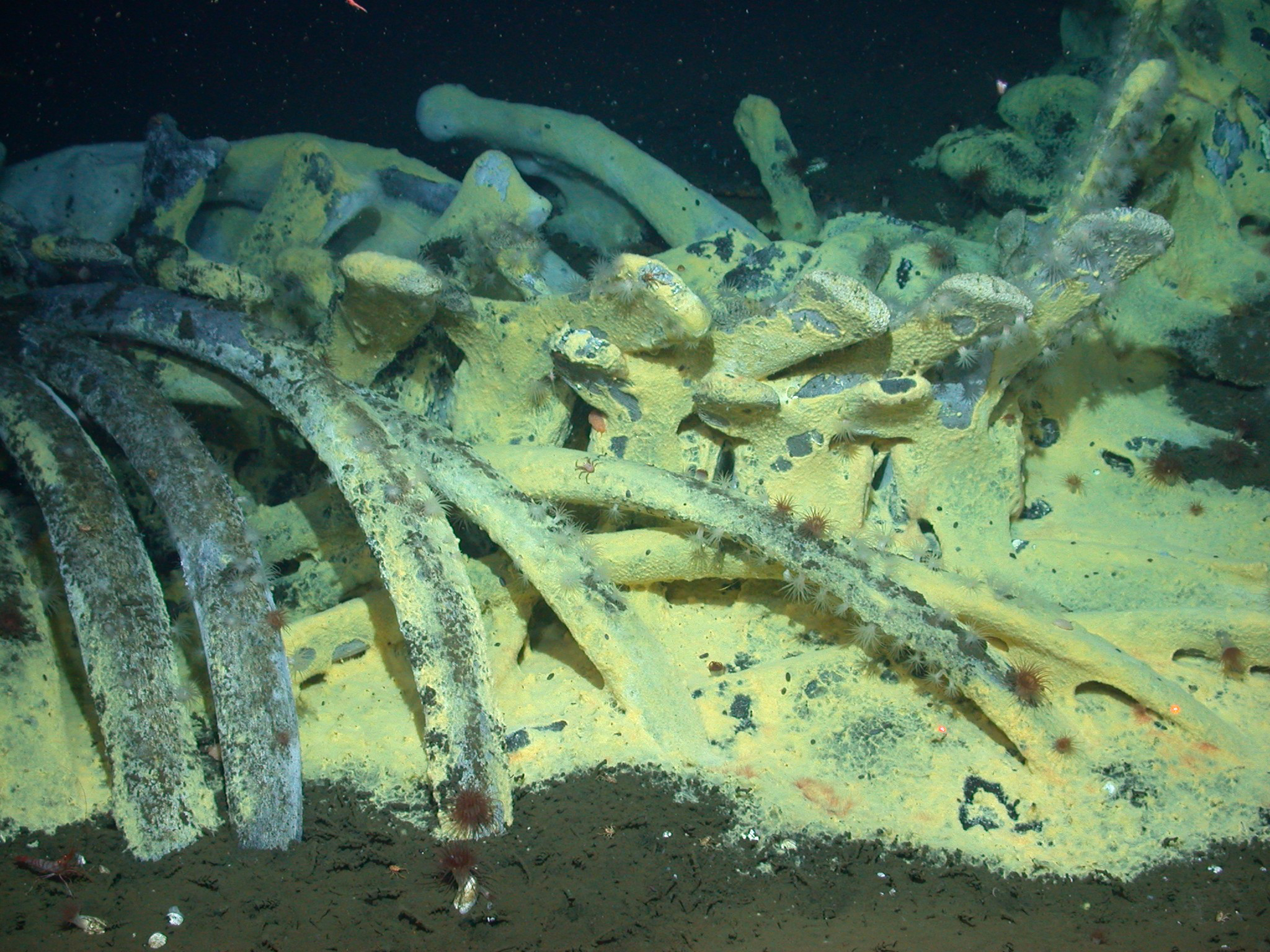
Nahaufnahme eines bereits skelettierten Walsturzes

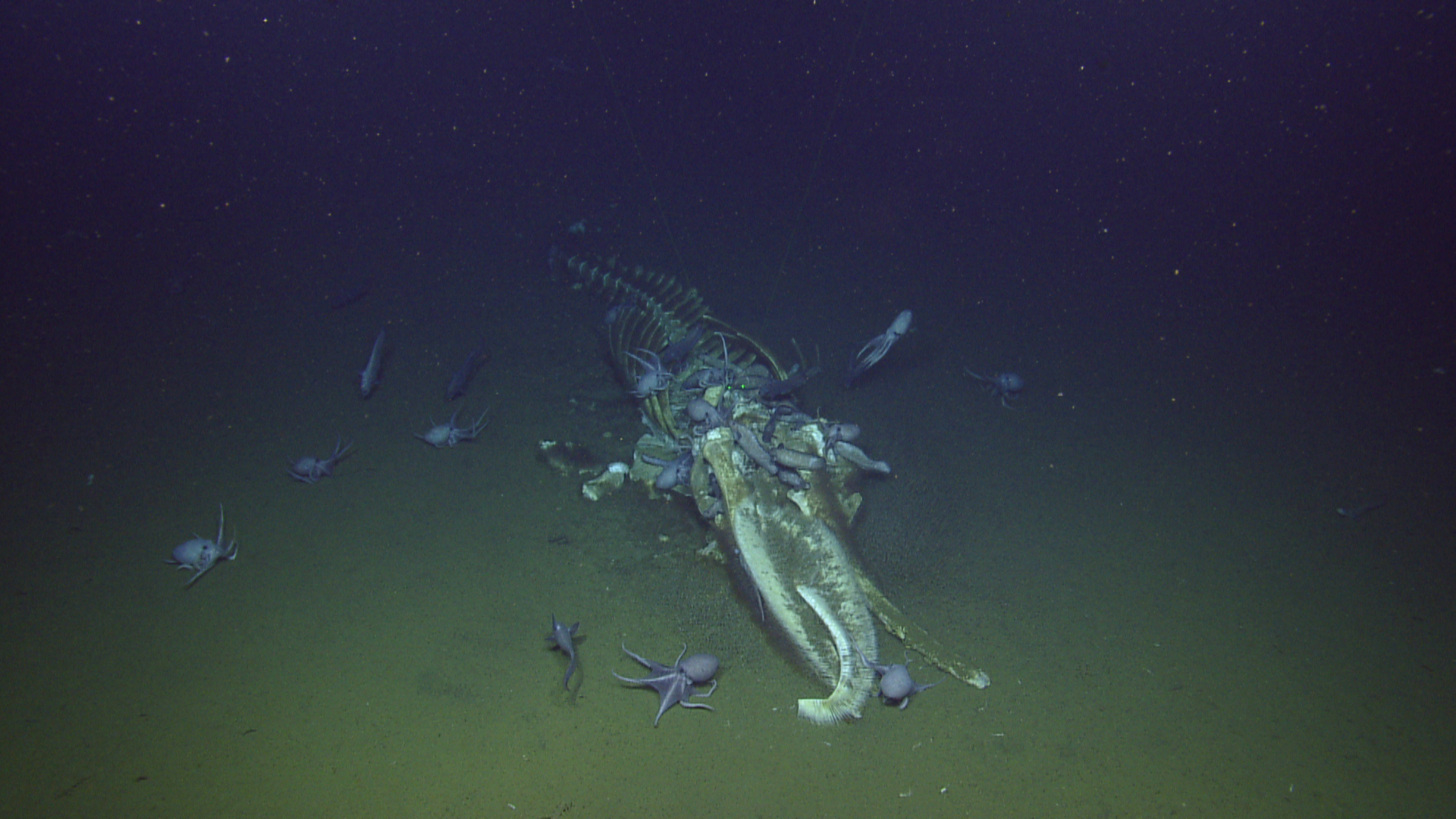
Oktopusse mit einem Walkadaver am Davidson Seamount in der Monterey Bay vor Kalifornien

Zahlreiche unterschiedliche Arten profitieren von der Verfügbarkeit dieser Nährstoffoasen am Meeresgrund. Durch die drastische Abnahme des Walbestandes ist auch die Anzahl von Walkadavern stark zurückgegangen. Schätzungsweise starb aus diesem Grund bereits etwa die Hälfte der Arten aus, die Walfälle besiedeln.
Insgesamt konnten im Laufe der Zeit über 400 unterschiedliche Spezies auf Walfällen identifiziert werden, von denen etwa 30 Arten ausschließlich in diesem Lebensraum anzutreffen sind. Ein Teil der an Walstürzen gefilmten Arten wurde hier erstmals gefilmt. Bereits bei einer frühen Untersuchung aus dem Jahr 2003 wurden 407 unterschiedliche Arten gezählt, die im Laufe der unterschiedlichen Phasen auftraten. Einige dieser Arten waren auch an hydrothermalen Rauchern und kalten Sickerquellen zu finden.
Bei Kleinstlebewesen, die Walstürze besiedeln, wie Mikroorganismen und Archaeen, wurde mittels DNA-Sequenzierung eine höhere Variationsbreite an rRNA festgestellt als in anderen Regionen.
Zu den Spezies, die an Walfällen auftreten, zählen unter anderem:
Weichtiere
- Kopffüßer, 22 Spezies von Kraken insbesondere Tiefseeoktopusse der Gattung Bathypolypus, sowie Echte Kraken der Familie Enteroctopodidae[1]
- Ringelwürmer
  - Bartwürmer der Gattung Osedax[1]
  - Kalkröhrenwürmer[7]
  - Vielborster der Familie Dorvilleidae (z. B. Ophryotrocha eutrophila und O. craigsmithi[22])
- Muscheln und Schalenweichtiere
  - Bathymodiolus (z. B. Terua pacifica, Adipicola pelagica und Idas washingtonius)[9]
  - Kahnfüßer[20]
  - Miesmuscheln (wie Adipicola pacifica[20])
  - Napfschnecken[10]
  - Veneridamuscheln (insbesondere der Familie Vesicomyidae)

Neumünder
- Stachelhäuter
  - Schlangensterne

Krebstiere
- Ranzenkrebse[20]
  - Riesenasseln der Gattung Bathynomus
- Höhere Krebse
  - Stein- und Königskrabben der Gattung Paralomis[13]
  - Flohkrebse aus der Familie der Lysianassidae, wie Orchomenella obtusa

Fische
- Seekatzen
- Grönlandhaie (aus der Gattung der Schlafhaie)[23]
- Schollen, wie z. B. Lyopsetta exilis